# Калтыманово
Калтыманово (баш. Ҡалтыман) — село в Иглинском районе Башкортостана, административный центр Калтымановского сельсовета.

## Географическое положение
Расстояние до:
- районного центра (Иглино): 18 км,
- ближайшей ж/д станции (Иглино): 18 км,
- Уфы: 26 км.

## Население
| 2002 | 2009 | 2010 |
| ---- | ---- | ---- |
| 516  | ↗659 | ↘530 |

Национальный состав
Согласно переписи 2002 года, преобладающая национальность — белорусы (70 %).

## История
При возникновении село Калтыманово (Ахмаметово) в 1895 году имело 8 домов, где проживало 104 человека. Когда-то в этих местах жили башкиры, в конце XVIII в. появились русские переселенцы, башкиры были оттеснены в район д. Бибахтино. До революции Калтыманово принадлежало помещикам. В 1929-39 г.г. были ликвидированы хутора и образованны колхозы «Большевик», «Красный колос», «Восток». С 1958 г. объединены в «колхоз им. Свердлова», председатель В.Г. Горский.
В конце 90-х - начале 00-х  «колхоз им. Свердлова», как и многие другие, пришел в упадок.
На данный момент полеводством, мясо-молочным скотоводством занимаются частные организации.
Имеет свою одноименную  волейбольную команду "Калтыманово", многократный призер республиканских и районных соревнований.

## Инфраструктура
В селе имеются общеобразовательная школа, детский сад, фельдшерско-акушерский пункт, сельский дом культуры, отделение Почты России, отделение Сбербанка России.

## Религия
В селе есть православная церковь Николая Чудотворца.

## Известные уроженцы
- Вакульский, Александр Васильевич (28 августа 1922 — 31 июля 1990) — Герой Советского Союза.
- Силантьев, Иван Матвеевич (28 января 1918 — 7 июля 1958) — механик-водитель танка 9-й гвардейской танковой бригады 1-го гвардейского механизированного корпуса Юго-Западного фронта, гвардии старший сержант, Герой Советского Союза.
- Тихомиров, Анатолий Георгиевич (23 марта 1899 — 12 апреля 1980) — советский хоровой дирижёр, педагог, музыкально-общественный деятель, организатор и руководитель первых музыкальных коллективов БАССР, заслуженный деятель искусств Башкирской АССР (1954).